# 达维德·贝雷
达维德·贝雷（德語：David Behre，1986年9月13日—），德国男子田径运动员。他曾代表德国参加2012年、2016年和2020年夏季残疾人奥林匹克运动会田径比赛，获得一枚金牌、一枚银牌和二枚铜牌。